# Paul Haddad
Pour les articles homonymes, voir Haddad.
Paul Haddad est un acteur britannique né le 20 mai 1963 à Birmingham (Royaume-Uni) et mort le 15 avril 2020.

## Biographie

### Mort
Paul Haddad est mort le 15 avril 2020 des suites d'un cancer de la gorge.

## Filmographie
- 1987 : The Prodigious Hickey (TV) : The Triumphant Egghead
- 1987 : Prettykill : Lover
- 1989 : Looking for Miracles (TV) : Paul
- 1990 : La Légende de Joseph en Égypte (TV) : les frères
- 1991 : MacGyver (saison 6, épisode 12 "Amour de jeunesse") : Nikolai Rostov
- 1993 : The Incredible Crash Dummies (TV) : Bull / Daryl
- 1993 : Meurtre que je n'ai pas commis (Woman on the Run: The Lawrencia Bembenek Story) (TV) : Corey Fenton
- 1994 : Monster Force (série TV) : The Wolfman (Luke Talbot )
- 1994 : Free Willy (série TV) : Willy
- 1997 : Any Mother's Son (TV)
- 1998 : Flying Rhino Junior High (série TV) : Buford / Mr. Needlenose (voix)
- 1999 : Babar, roi des éléphants (Babar: King of the Elephants) : Elevator Boy / Tailor (voix)
- 2001 : Quads! (série TV) : Lefty (voix)
- 2001 : Médabots ("Medabots") (série TV) : Shrimplips (voix)
- 2002 : Rolie Polie Olie: The Great Defender of Fun (vidéo) : Willy Jollie (voix)
- 2003 : Rolie Polie Olie: The Baby Bot Chase (vidéo) : Gloomius Maximus, Wally Jolly
- 2004 : Childstar : 'Wedge' Exec